# Liste der Wappen in der Provinz Benevento
Die Liste der Wappen in der Provinz Benevento zeigt alle in der Wikipedia gelisteten Wappen der Orte in der Provinz Benevento in der Region Kampanien in Italien. In dieser Liste werden die Wappen mit dem Gemeindelink angezeigt.

## Wappen der Provinz Benevento

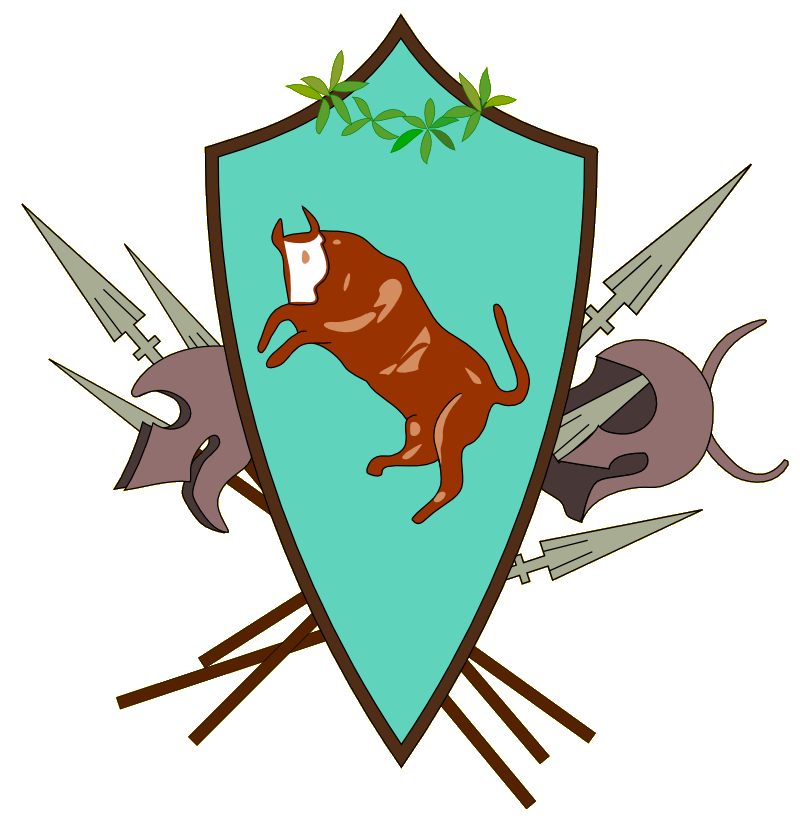
Benevento
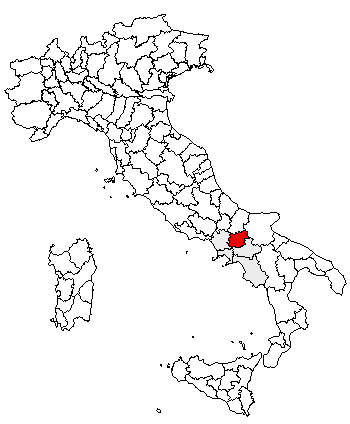
Lage der Provinz in Italien

## Wappen der Gemeinden der Provinz Benevento

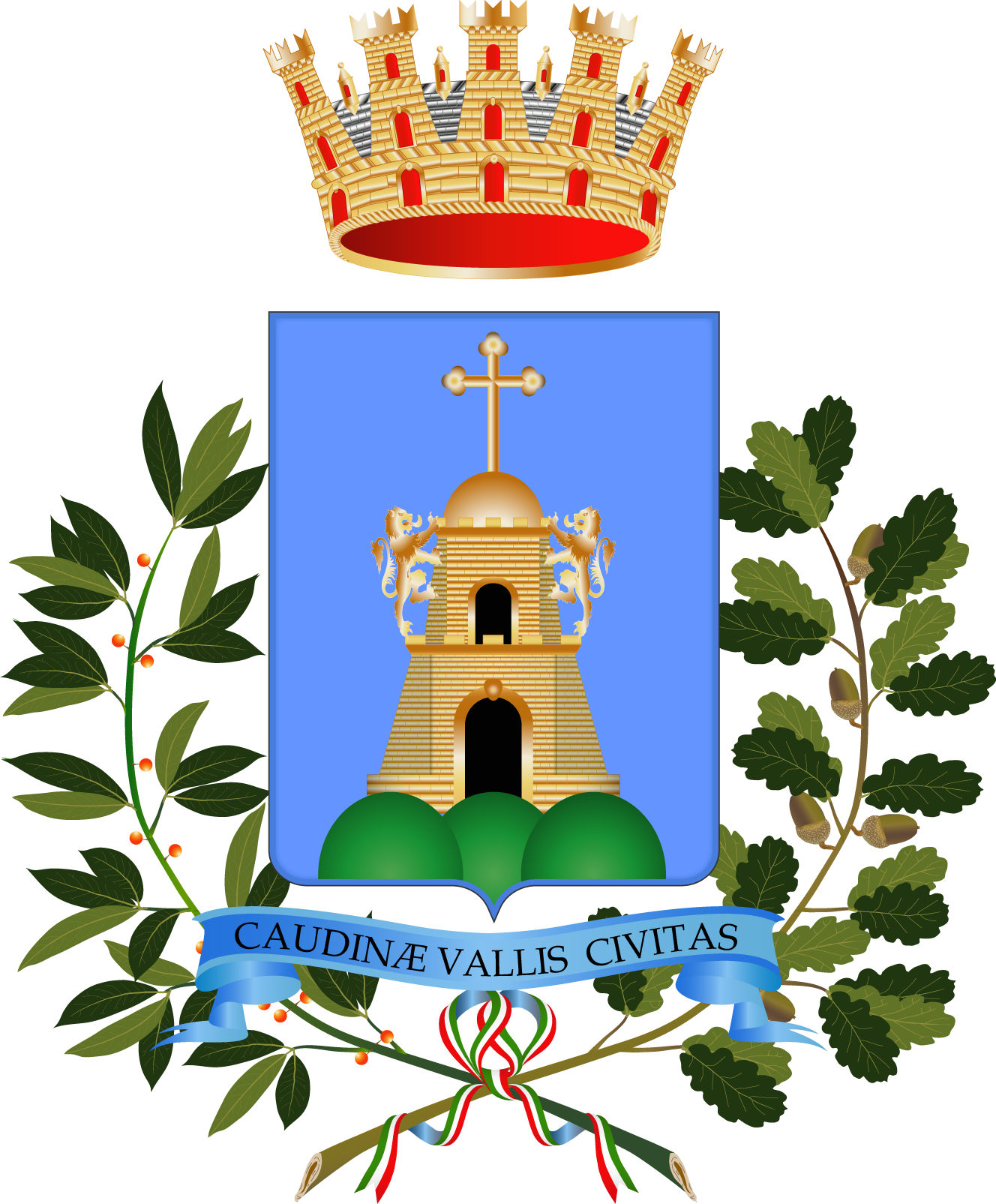
Airola
Amorosi
Apice
Apollosa
Arpaia
Arpaise
Baselice
Benevento 1)
Bonea
Bucciano
Buonalbergo
Calvi
Campolattaro
Campoli del Monte Taburno
Casalduni
Castelfranco in Miscano
Castelpagano
Castelpoto
Castelvenere
Castelvetere in Val Fortore
Cautano
Ceppaloni
Cerreto Sannita
Circello
Colle Sannita
Cusano Mutri
Dugenta
Durazzano
Faicchio
Foglianise
Foiano di Val Fortore
Forchia
Fragneto l’Abate
Fragneto Monforte
Frasso Telesino
Ginestra degli Schiavoni
Guardia Sanframondi
Limatola
Melizzano
Moiano
Molinara
Montefalcone di Val Fortore
Montesarchio
Morcone
Paduli
Pago Veiano
Pannarano
Paolisi
Paupisi
Pesco Sannita
Pietraroja
Pietrelcina
Ponte
Pontelandolfo
Puglianello
Reino
San Bartolomeo in Galdo
San Giorgio La Molara
San Giorgio del Sannio
San Leucio del Sannio
San Lorenzello
San Lorenzo Maggiore
San Lupo
San Marco dei Cavoti
San Martino Sannita
San Nazzaro
San Nicola Manfredi
San Salvatore Telesino
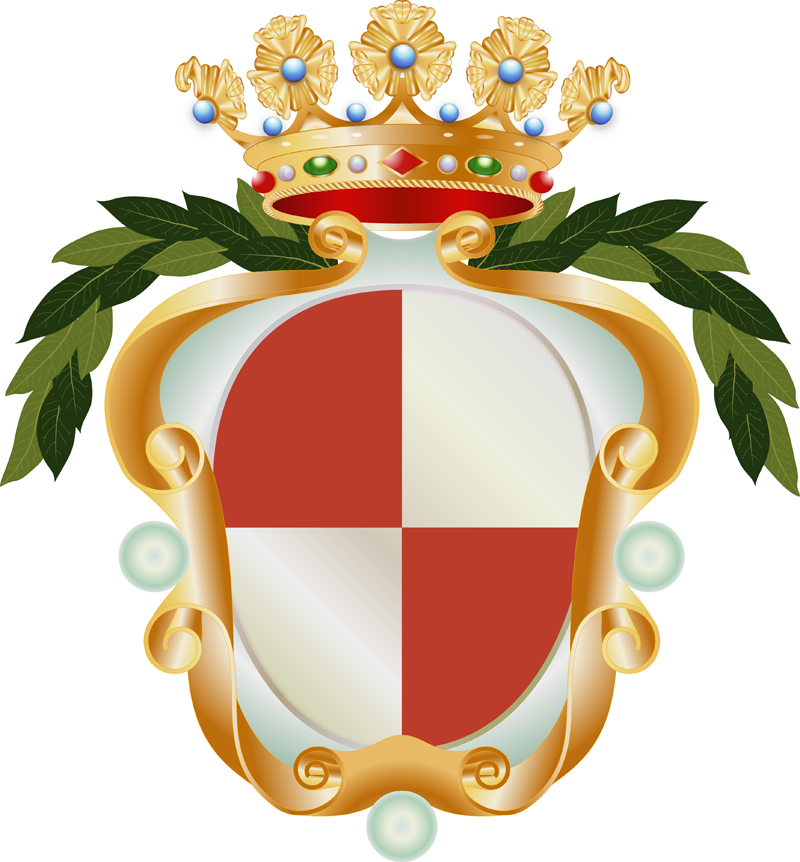
Sant’Agata de’ Goti
Sant’Angelo a Cupolo
Sant’Arcangelo Trimonte
Santa Croce del Sannio
Sassinoro
Solopaca
Telese Terme
Tocco Caudio
Torrecuso
Vitulano